# Cantonul Vertou
Cantonul Vertou este un canton din arondismentul Nantes, departamentul Loire-Atlantique, regiunea Pays de la Loire, Franța.

## Comune
- Les Sorinières
- Vertou (reședință)